# Nikołaj Mładenow
Nikołaj Ewtimow Mładenow, bułg. Николай Евтимов Младенов (ur. 5 maja 1972 w Sofii) – bułgarski analityk i polityk, deputowany Związku Sił Demokratycznych do Zgromadzenia Narodowego 39. kadencji (2001–2005) oraz wiceprzewodniczący tej partii (2004–2005). Następnie członek partii GERB oraz z jej ramienia poseł do Parlamentu Europejskiego (2007–2009), minister obrony narodowej (2009–2010), a następnie minister spraw zagranicznych w rządzie Bojka Borisowa (2010–2013).

## Życiorys
Jest absolwentem wydziału stosunków międzynarodowych na Uniwersytecie Gospodarki Narodowej i Światowej w Sofii oraz studiów z zakresu wojskowości w King’s College w Londynie. Po zakończeniu studiów związał się z organizacjami pozarządowymi: najpierw był dyrektorem programowym sofijskiego Instytutu Społeczeństwa Otwartego (1996–1998), a następnie założycielem i przewodniczącym Instytutu Europejskiego (1999–2001). Krótko pracował również w Banku Światowym (1998).
W 2001 rozpoczął karierę polityczną, kiedy to z listy Związku Sił Demokratycznych wystartował z powodzeniem w wyborach parlamentarnych. Jako deputowany do Zgromadzenia Narodowego zasiadał w komisjach ds. spraw zagranicznych, obrony i bezpieczeństwa, a także był wiceprzewodniczącym komisji ds. integracji europejskiej. Ponadto wszedł do ścisłego zarządu swojej partii, a w latach 2004–2005 był zastępcą przewodniczącej Nadeżdy Michajłowej.
Po słabym wyniku partii w wyborach parlamentarnych w 2005 i ustąpieniu dotychczasowej przewodniczącej Nikołaj Mładenow wycofał się z polityki krajowej. Był ekspertem Banku Światowego ds. Bułgarii i państw Bliskiego Wschodu (2005–2007) oraz doradcą parlamentu irackiego (2006).
W wyborach do Parlamentu Europejskiego w 2007 wystartował z list Obywateli na rzecz Europejskiego Rozwoju Bułgarii, czym rozpoczął współpracę z jej liderem Bojkiem Borisowem. Uzyskał mandat eurodeputowanego, który sprawował do końca VI kadencji PE, pracując w Komisji Rynku Wewnętrznego i Ochrony Konsumentów.
W lipcu 2009 po zwycięstwie GERB-u w wyborach parlamentarnych został ministrem obrony narodowej w gabinecie Bojka Borisowa. W styczniu 2010 przeszedł do resortu spraw zagranicznych, kiedy to minister Rumjana Żelewa podała się dymisji po kontrowersjach związanych z jej kandydowaniem na Komisarza ds. Rozwoju i Pomocy Humanitarnej. Zakończył urzędowanie w marcu 2013. W sierpniu tego samego roku objął urząd specjalnego przedstawiciela sekretarza generalnego ONZ w Iraku, a w lutym 2015 stanowisko specjalnego koordynatora rozmówi pokojowych na Bliskim Wschodzie. Pełnił tę funkcję do grudnia 2020.